# 宋皇后 (漢霊帝)
宋皇后（そうこうごう）は、後漢の霊帝の最初の皇后で廃后。右扶風平陵県（現在の陝西省咸陽市秦都区）の人。父は宋酆。

## 生涯
建寧3年（170年）、後宮に入り、貴人となった。翌年、皇后に立てられた。気弱で、また皇帝の寵愛がなかったため、妃嬪たちはみな宋氏を散々にけなした。
霊帝は傍系から桓帝の帝位を継いだため、桓帝の弟の勃海王劉悝に対して猜疑心を抱き忌避していた。熹平元年（172年）、宦官の王甫は劉悝を調略により一族皆死に追いやった。劉悝の妃の宋氏は皇后と同族であった。そのため報復を恐れた王甫に讒言され、宋皇后は熹平7年（178年）に無実の罪を着せられた上で廃位および暴室送りにされ、三族皆殺しの刑に処せられた。宋氏自身もほどなく急死した。他の宦官たちは同情し、金を出しあって宋氏を簡素に埋葬した。
数年後、病臥する霊帝は桓帝を夢に見た。桓帝は言った。
| 「 | 宋皇后に何の罪があって佞臣に命を絶たせた？勃海王劉悝はすでに廃された上、一族もろとも殺害された。今、宋氏と劉悝は上天に訴え、天帝は激怒している、救い難い罪と… | 」 |

霊帝は驚き恐れたが、宋氏と劉悝の名誉回復は拒んだ。間もなく霊帝は崩御した。